# Милашеваць
45°46′ пн. ш. 16°38′ сх. д. / 45.76° пн. ш. 16.64° сх. д.
Милашеваць (хорв. Milaševac) — населений пункт у Хорватії, у Б'єловарсько-Білогорській жупанії у складі міста Чазма.

## Населення
Населення за даними перепису 2011 року становило 177 осіб.
Динаміка чисельності населення поселення: